# スコーネ・グース

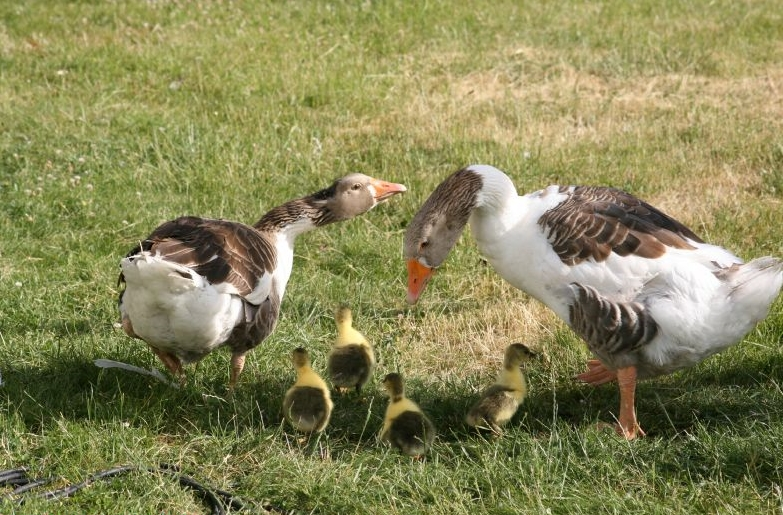
スコーネ・グースの親鳥と雛

スコーネ・グース（スウェーデン語: Skånegås）は、スウェーデンのスコーネ地方に起源を持つガチョウ品種である。

## 起源
スコーネ・グースはスウェーデンの南にあるスコーネ地方のヴォム（Vomb）とフンルベルガ（Hunneberga）の町の周辺の地域限定品種である。この品種は1920年代に規格化された。2011年、スウェーデンには172羽が登録された。

## 説明
スコーネ・グースは、最終的にはハイイロガンから由来を辿れるポメラニア・グースに類似した個体の大きな品種である。この品種はスウェーデン南部では屋外で年間を通して十分過ごせるほどに我慢強い。羽毛は白色で、頭部、頸部、背部、大腿部、および臀部の羽が茶褐色になっている。嘴と脚は橙色で、嘴の先端は薄橙色をしている。雄の雁は7kgから11kg、雌の雁は6.5kgから8kgあり、スウェーデンでは最も大きくて重量のある品種になっている。約20から30個（時には40個）の卵を産み、30年以上生存することができる。灰白色の卵の重量は200gある。通常この品種は性格が穏やかであり、良き親となる。